# Crivillén
Crivillén es una localidad y municipio de España, en la provincia de Teruel, comunidad autónoma de Aragón, de la comarca Andorra-Sierra de Arcos. Tiene un área de 42,03 km² con una población de 86 habitantes (INE 2020) y una densidad de 2,26 hab/km².

## Etimología
Según Agustín Ventura Conejero, el nombre de Crivillén proviene del latín Fundus Crivillanus, Fundus que significa finca o lugar y Crivillanus que proviene de Criviliano o Crivilio. No está claro a quién se refiere Criviliano o Crivilio, pero se especula que se refiere a un jefe u oficial romano. Fundus Crivillanus se acortó a Crivillanus y luego se acortó otra vez a Crivillán o Crivillén.

## Demografía
Crivillén cuenta con una población de 91 habitantes (INE 2024).
| Gráfica de evolución demográfica de Crivillén entre 1842 y 2021                                                                                                |
| |
| Población de derecho según los censos de población del INE Población de hecho según los censos de población del INEEn este censo se denominaba Cribillén: 1842 |

## Administración y política
| Período   | Alcalde                   | Partido |
| --------- | ------------------------- | ------- |
| 1979-1983 | Miguel Quílez Núñez       | Ind.    |
| 1983-1987 | Jesús Lecina Lecina       | PP      |
| 1987-1991 | Jesús Lecina Lecina       | PP      |
| 1991-1995 | Jesús Lecina Lecina       | PP      |
| 1995-1999 | Jesús Lecina Lecina       | PP      |
| 1999-2003 | Jesús Lecina Lecina       | PP      |
| 2003-2006 | Jesús Lecina Lecina       | PP      |
| 2007-2011 | María Josefa Lecina Ortín | PAR     |
| 2011-2015 | María Josefa Lecina Ortín | PAR     |
| 2016-2020 | María Josefa Lecina Ortín | PAR     |

| Partido político    | Partido político                                   | 2003   | 2007   | 2011   | 2015   | 2019   |
| Partido político    | Partido político                                   | Ediles | Ediles | Ediles | Ediles | Ediles |
|                     | Partido Aragonés (PAR)                             | 1      | 2      | 2      | 2      | 2      |
|                     | Partido de los Socialistas de Aragón (PSOE-Aragón) | —      | 2      | 0      | 1      | 0      |
|                     | Partido Popular de Aragón (PP)                     | 4      | 1      | 1      | 0      | 1      |
|                     | Chunta Aragonesista (CHA)                          | —      | 0      | —      | —      | —      |
|                     | Izquierda Unida (IU)                               | 0      | 0      | —      | —      | —      |
| Total de concejales | Total de concejales                                | 5      | 5      | 3      | 3      | 3      |

## Patrimonio
- Ayuntamiento de estilo renacentista.
- Iglesia parroquial de San Martín de Tours. Declarada Monumento histórico artístico en 1982.
- Ermita de San Gil, de estilo barroco de finales del siglo XVII.
- Ermita de Santa Bárbara que se encuentra situada a las afueras de la población y restaurada recientemente.
- Casa natal del escultor Pablo Serrano Aguilar.
- Centro de Arte Contemporáneo Pablo Serrano.

## Fiestas
- 1 de septiembre San Gil
- 11 de noviembre San Martín

## Hijos ilustres
- Pablo Serrano, escultor